# Eopachylopus
Eopachylopus (лат.) — род жуков-карапузиков из подсемейства Saprininae, включающий в себя всего один вид Eopachylopus ripae Lewis 1885.

## Описание
Переднеспинка, исключая задний край, и надкрылья без пунктировки. Передний край переднегруди двувыемчатый, её киль очень тонкий и острый. Бёдра и голени утолщены, особенной сзади.